# 町田悠宇
町田 悠宇（まちだ ゆう、1988年8月9日 - ）は、日本の俳優。演劇ユニット TEAM LOCO（チームロコ）のメンバーでもある。

## 来歴
前職はモデル事務所CGEのスカウトマン。スカウトしたモデル達に仕事がないことに責任を感じ、演劇ユニット「TEAM LOCO」を結成。公演を重ねることで福岡では知られる存在となり、ローカルのドラマやCMにも出演。日中合作映画「不良街区」（ジャンショウトン監督）にて日本人キャストの主演に抜擢されたことをきっかけに本格的に役者を志す。
劇場版「めんたいぴりり」（江口カン監督）に出演した際には、オーディションで出演が決まった翌日に江口監督から連絡が来て毎日出演するシーンの芝居を動画で送る様に言われた。その際のエピソードとして、厳しい演出を連日受けていた町田は追い込まれた末、「監督の言っていることの意味が全く分かりません」と正直に返信し、更に激怒されたとのこと。最終的にお前の芝居で今酒を飲んでると言われ褒められた時に感極まり涙が出そうになったのだが疲弊が勝り、一滴も涙は出なかったと自身のラジオ番組で語った。
上京後まもなく『ロックンロール・ストリップ』（木下半太監督）で全国デビュー。同年、東京芸術劇場で行われた実力派劇団「ハイバイ」の岩井秀人が注目する若手役者として「投げられやすい石」に出演した際の怪演も話題となる。翌年も同演出による「ヒッキー・カンクーントルネード」にも出演。2021年度NHK大河ドラマ、青天を衝け（吉沢亮主演）に菊池平八郎役として出演し、尊王攘夷の思想を強く持つ水戸侍を熱演。髷を落とす断髪のシーンは特に反響を呼んだ。
翌年、2022年度NHK大河ドラマ、鎌倉殿の13人（小栗旬主演）では、木曽義仲（青木崇高）の側近である今井兼平役で2年連続大河ドラマ出演。

## 人物
通称：マッチ。小学生までは柔道、剣道を習う。中学・高校は野球部に所属。俳優池松壮亮は2つ後輩。同郷の奈緒・今田美桜とも交友があり、いずれ共演したいと過去に新聞社の取材で語っている。乗り物が好きで自動二輪・小型特殊船舶の免許を持つ。趣味はキックボクシングと音楽。キックボクシングはK-1ファイターのマイク・ジョー氏のジム（J.S.A）に通っている。
身長184cm・体重75kg・靴のサイズ28.5cm。
本人は「至って普通の性格」と語っているが、TEAM LOCOのメンバー曰く、「人が好きな人見知りの寂しがり屋で、友達思いな負けず嫌いで少し天然な根暗」と訳がわからない性格とラジオで暴露されていた。しかしそれがカリスマ性に変異し人が寄ってくる、つまり天才的なアホとメンバーのジェフ太郎が言及している。体調管理を徹底することは身内で有名だったらしく、大阪での撮影にジェフ太郎と行った際に隣で1本1000円の高級栄養ドリンクを3本いっきに飲み干した町田を見て驚いたこともあるという。

## 出演

### 映画
- ガチ星（2018年公開、江口カン監督） - 兄貴 役
- 不良街区（2019年公開、日中合作映画、ジャンショウトン監督） - 日本人キャスト主演 北野仁 役[5]
- 劇場版めんたいぴりり（2019年公開、江口カン監督） - 松本 役
- ロックンロール・ストリップ（2020年公開、木下半太監督） - 火野 役[6]
- MY MOTHER NEVER CRY（2025年公開、Koji Uehara監督）-主演 大嶋寿 役 ※ゆうばり国際ファンタスティック映画祭2024ノミネート

### テレビドラマ
- You May Dream（2017年放送、NHK福岡放送局） - 松本康 役　※主演 石橋静河/福山翔大
- 六本松愛し方改革（2018年放送、NHK福岡放送局） - 高杉 役[7] ※主演 奈緒
- 親不孝通りのドブ恋（2018年放送、テレビ西日本） - ケンジ 役
- 福岡美人がゆく!（2018年放送、NHK福岡放送局）
- となりのマサラ（2019年放送、NHK福岡放送局） - 違法経営者 役　※主演 佐藤寛太
- 大河ドラマ（NHK）
  - 青天を衝け（2021年） - 菊池平八郎 役[3]  ※主演 吉沢亮
  - 鎌倉殿の13人（2022年） - 今井兼平 役[8] ※主演 小栗旬
- 親愛なる僕へ殺意をこめて（2022年放送、フジテレビ） - 沢井 役 ※主演 山田涼介（Hey!Say!JUMP）
- 全力で、愛していいかな?（2023年放送、テレビ東京 他）- 紅山亨 役 [9]※主演 桜庭ななみ
- 幸運なひと（2023年放送、NHK総合/BSプレミアム/BS4K） - 長見 役  ※主演 生田斗真 / 多部未華子
- やさしい猫（2023年放送、NHK総合） - 豊田祐介 役  ※主演 優香
- 春になったら（2024年1月クール放送、関西テレビ）-姫野俊樹役  ※主演 奈緒 / 木梨憲武
- 連続テレビ小説（NHK）
  - 虎に翼（2024年） - 馬場 役  ※主演　伊藤沙莉
- オレンジの誓い（2024年放送、NHK-FMシアター）
- Eye Love You（2024年1月クール放送、TBS） - 佐久間 役  ※主演 二階堂ふみ/チェ・ジョンヒョプ
- Re:リベンジ-欲望の果てに-（2024年4月11日 - 6月20日、フジテレビ） - 薮田大介 役[10] ※主演 赤楚衛二
- 燕は戻ってこない（2024年4月放送、NHK ドラマ10）-レイジ 役　※主演 石橋静河
- ソロ活女子のススメ4 第11話（2024年6月13日、テレビ東京） - ギャルソン 役[11]　※主演 江口のりこ
- 降り積もれ孤独な死よ 第6話 - （2024年8月11日 - 、読売テレビ・日本テレビ系） - 長谷川翼 役[12]
- フォレスト（2025年1月12日 - 3月2日、朝日放送テレビ・テレビ朝日） - 高岸陽太 役[13]
- 明日はもっと、いい日になる（2025年7月7日 - 、フジテレビ） - 財前元気 役[14]

### 舞台
- TEAM LOCO 本公演Vo,1-Vo,11
- ハイバイ「投げられやすい石」（2020年） - 井口 役[15]
- ハイバイ「ヒッキー・カンクーントルネード」（2021年） - 圭一 役[16]

### CM
- ユニクロ「AIRism」（2018年 - ）
- FACE「喧嘩編」「売れる秘訣は？編」（2018年 - ） - TEAM LOCOとして出演
- FACE「共感屋台編」（2019年 - ）

### MV
- 横山だいすけ「ハレルヤルーヤ」 （2019年）

### ナレーション
- えんホールディングスグループ「ENCREST」リクルート編 （2019年 - ）